# Карбоне
Карбоне (італ. Carbone) — муніципалітет в Італії, у регіоні Базиліката,  провінція Потенца.
Карбоне розташоване на відстані близько 360 км на південний схід від Рима, 65 км на південний схід від Потенци.
Населення — 651 особа (2014).

## Демографія
Населення за роками:

Станом на 1 січня 2023 року в муніципалітеті офіційно проживало 6 іноземців з 2 країн, серед них 6 громадян країн Євросоюзу.

## Сусідні муніципалітети
- Кальвера
- Кастельсарачено
- Епіскопія
- Фарделла
- Латроніко
- Сан-Кірико-Рапаро
- Теана